# Pachnepteryx pallidicollis
Pachnepteryx pallidicollis är en kackerlacksart som beskrevs av Carl Stål 1877. Pachnepteryx pallidicollis ingår i släktet Pachnepteryx och familjen småkackerlackor.
Artens utbredningsområde är Filippinerna. Inga underarter finns listade i Catalogue of Life.